# 현대 뮤엔진

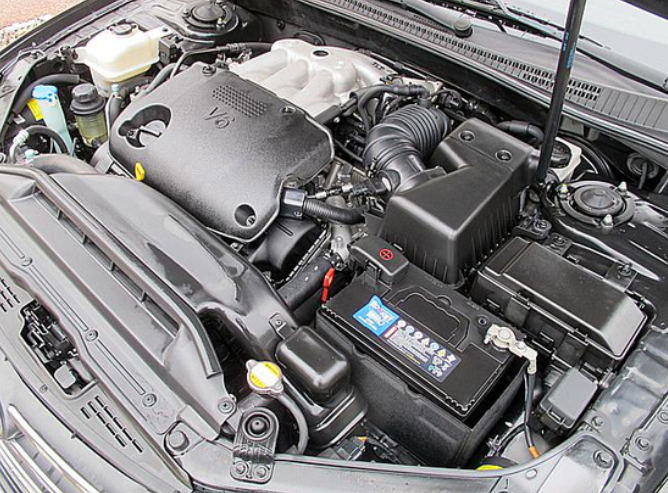
현대 뮤엔진

현대 뮤엔진은 현대자동차에서 개발한 V형 6기통 가솔린/LPG 엔진인 델타엔진의 개량형으로, 2000년에 공개되었다. 기존 델타엔진에서 VVT를 장착했으며, 2.7리터 사양만 나왔다. 2005년에 TG가 출시됐을 때 본격적으로 첫 선을 보였고, 2세대 싼타페/쏘렌토 V6 2.7 LPG에도 적용되었다. 형식명은 G6E/L6E다.
현재는 비슷한 배기량대에서 4기통 세타 엔진으로 대체한 후 신차에 적용되지 않으므로, 사실상 단종 상태에 있다.